# Cantonul Roquefort
Cantonul Roquefort este un canton din arondismentul Mont-de-Marsan, departamentul Landes, regiunea Aquitania, Franța.

## Comune
| Comune               | Populație (1999) | Cod poștal | Cod INSEE |
| -------------------- | ---------------- | ---------- | --------- |
| Arue                 | 299              | 40120      | 40014     |
| Bourriot-Bergonce    | 312              | 40120      | 40053     |
| Cachen               | 216              | 40120      | 40058     |
| Labastide-d'Armagnac | 690              | 40240      | 40131     |
| Lencouacq            | 396              | 40120      | 40149     |
| Maillas              | 114              | 40120      | 40169     |
| Pouydesseaux         | 859              | 40120      | 40234     |
| Retjons              | 331              | 40120      | 40164     |
| Roquefort            | 1 912            | 40120      | 40245     |
| Saint-Gor            | 270              | 40120      | 40262     |
| Saint-Justin         | 873              | 40240      | 40267     |
| Sarbazan             | 1 084            | 40120      | 40288     |
| Vielle-Soubiran      | 238              | 40240      | 40327     |